# ماکلورا برزیلی
ماکلورا برزیلی (نام علمی: Maclura brasiliensis) نام یک گونه از سرده توت آمریکایی است.